# Loxosomatoides colonialis
Loxosomatoides colonialis är en bägardjursart som beskrevs av Annandale 1908. Loxosomatoides colonialis ingår i släktet Loxosomatoides och familjen Pedicellinidae. Inga underarter finns listade i Catalogue of Life.